# František II. Francouzský
František II. Francouzský (19. ledna 1544 Fontainebleau – 5. prosince 1560 Orléans) byl francouzský král z dynastie Valois.
František II. byl nejstarším synem královského páru Jindřicha II. a Kateřiny Medicejské. Otec byl nešťastnou náhodou zabit při turnaji a mladičký František nastoupil roku 1559, v patnácti letech, na francouzský trůn. Vládl poměrně nevýrazně a byl zcela pod vlivem rodu Guisů. Jeho krátké panování bylo poznamenáno náboženskými nepokoji v zemi. Umíral ve velkých bolestech, neboť se mu v uchu vytvořila hlíza, která se rozšířila až do mozku. Zemřel jako šestnáctiletý slabý a neduživý mladík bez potomků. Nástupcem se stal jeho bratr Karel IX.

## Dětství a vzdělávání (1544–1559)

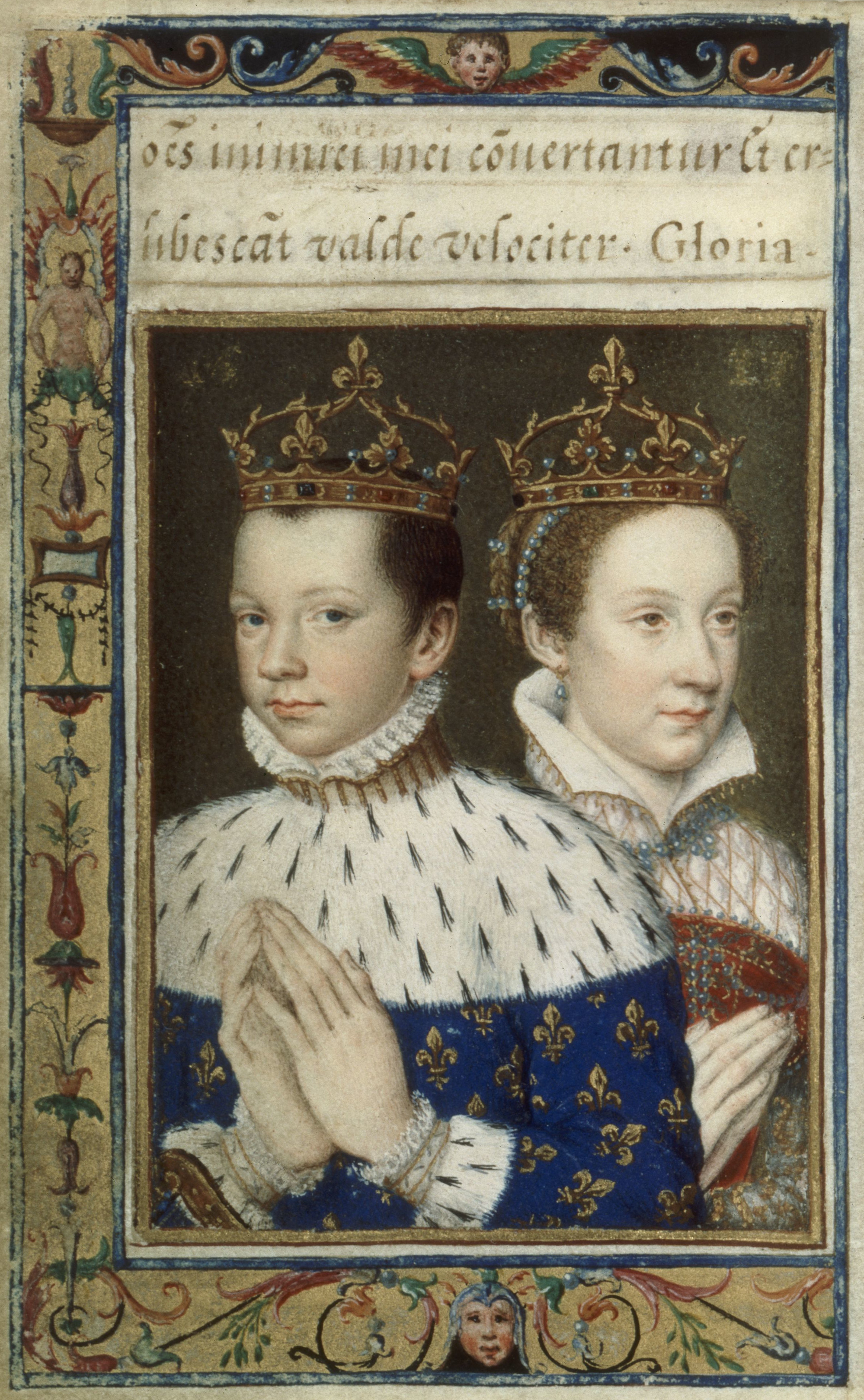
František se svojí ženou Marií

Přestože byl nejstarším dítětem, narodil se až jedenáct let po svatbě svých rodičů a byl pojmenován po svém dědečkovi, králi Františku I. Tak dlouhá doba mezi svatbou a prvním potomkem byla pravděpodobně způsobena přízní jeho otce vůči dvorní dámě Dianě de Poitiers. František byl pokřtěn 10. února 1544 ve Fontainebleau. Jeho kmotry byli dědeček František I., papež Pavel III. a jeho prateta Markéta Navarrská. V roce 1546 se stal guvernérem Languedoc a o rok později dauphinem Francie.
Jeho otec Jindřich II. mu zařídil sňatek s Marií Stuartovnou ve smlouvě zvané Châtillon dne 27. ledna 1548. Tehdy byly Františkovi pouze čtyři roky. V té době již byla Marie oficiálně skotskou královnou. Její korunovace proběhla roku 1543, kdy jí bylo teprve 9 měsíců; její otec zemřel již r. 1542 na choleru. V šesti letech byla Marie poslána poprvé do Francie, kde se setkala s Františkem. Svatba oficiálně proběhla 24. dubna 1558, kdy bylo Františkovi 14 let.
Manželství Františka a Marie bylo sice jen krátké, ale zato šťastné. František byl sice mnohem menší a drobnější a Marie naopak nepřirozeně vysoká, i přesto ale Františkův otec Jindřich poznamenal: „Od první chvíle, kdy se poznali, si spolu můj syn a Marie rozuměli, jako by se znali dlouhá léta.“ Z tohoto dva roky trvajícího manželství nevzešel žádný potomek, problém byl pravděpodobně v tom, že František neměl plně sestouplá varlata.

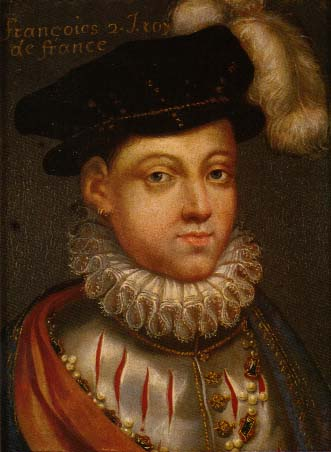

## František jako král
Téměř rok po uzavření sňatku, tedy dne 10. července 1559, se František stal králem ve věku patnácti let po smrti svého otce Jindřicha II, který byl náhodou zabit při turnaji. Dne 21. září 1559 byl František korunován králem v Remeši. Říká se, že František byl tak slabé a křehké dítě, že těžkou korunu museli šlechtici sami přidržovat. Po návratu do sídla si zvolil motta Spectanda fides (respektování nekatolíků) a Lumen rectis (spravedlnost). Ale i po korunovaci stále většinu vladařských věcí dělala jeho matka Kateřina Medicejská nebo ministři. Do role významných úředníků zvolil i několik příslušníků rodu Guise, příbuzných Marie.
František na trůn nastoupil v době nelehkých poměrů: náboženská nesnášenlivost lomcovala Francií a brzy po jeho nástupu na trůn se proti němu chystal státní převrat. Ten se ale nezdařil a František i nadále zastával funkci vladaře. Více nepřátel než přátel si nadělal i tím, že ukončil pronásledování nekatolíků. Po tomto činu byl plánován další státní převrat, ve kterém měl pravděpodobně prsty i Františkův příbuzný Ludvík I. de Condé. Jeden z Františkových rádců byl dokonce roku 1559 veřejně popraven, a to bez vědomí krále. 17. března 1560 se více než 200 lidí pokusilo zaútočit na sídlo, kde byl i František, tento útok byl ale nepovedený. Na obranu hradu přispěchal i Ludvík I., což zabránilo jeho zatčení, které František plánoval. 4. a 5. září toho roku se dokonce protestanti pokusili dobýt město Lyon. Na tuto vzpouru reagoval František naverbováním vojska, které následně poslal, aby tam výtržnosti a boje ukončilo. Tentokrát již byl František přesvědčený, že za to může Ludvík, proto jej 31. října 1560 nechal zatknout.
Největším činem, který František za svoji vládu udělal, bylo ukončení války Francie s Habsburskou monarchií, která trvala přes 40 let. Tím byly sice zastaveny boje, ale vliv Francie na zbytek Evropy začal klesat, což naopak pomohlo k rozmachu Španělska.

## Smrt
František zemřel 5. prosince 1560 v Orléans ve velkých bolestech. V uchu se mu vytvořila hlíza, která postupně pronikla až do mozku. Pravděpodobně to bylo způsobeno jak psychickou, tak fyzickou slabostí Františka. Již v listopadu toho roku ale byl král zesláblý a na veřejnosti se neobjevoval. Původně se hradní lékaři domnívali, že nemoc, kterou trpí, je meningitida, na poslední chvíli pak, že jej někdo otrávil. František zemřel bezdětný, dokonce ani není jisté, zda bylo jeho manželství s Marií naplněno. Na trůn po něm nastoupil Karel IX., jeho bratr.

## V kultuře
František II. je hlavní postavou seriálu Království, který popisuje především osudy Marie Stuartovny. Hraje ho zde herec Toby Regbo.

## Vývod z předků
|                           |                                 |  |                       |                         |  |  |  |  |  |  |  | Jan Orleánský |
|                           |                                 |  |                       |                         |  |  |  |  |  |  |  |               |
|                           | Karel z Angoulême               |  |                       |                         |  |  |  |  |  |  |  |               |
|                           |                                 |  |                       |                         |  |  |  |  |  |  |  |               |
|                           |                                 |  |                       | Markéta de Rohan        |  |  |  |  |  |  |  |               |
|                           |                                 |  |                       |                         |  |  |  |  |  |  |  |               |
|                           | František I. Francouzský        |  |                       |                         |  |  |  |  |  |  |  |               |
|                           |                                 |  |                       |                         |  |  |  |  |  |  |  |               |
|                           |                                 |  |                       | Filip II. Savojský      |  |  |  |  |  |  |  |               |
|                           |                                 |  |                       |                         |  |  |  |  |  |  |  |               |
|                           | Luisa Savojská                  |  |                       |                         |  |  |  |  |  |  |  |               |
|                           |                                 |  |                       |                         |  |  |  |  |  |  |  |               |
|                           |                                 |  |                       | Markéta Bourbonská      |  |  |  |  |  |  |  |               |
|                           |                                 |  |                       |                         |  |  |  |  |  |  |  |               |
|                           | Jindřich II. Francouzský        |  |                       |                         |  |  |  |  |  |  |  |               |
|                           |                                 |  |                       |                         |  |  |  |  |  |  |  |               |
|                           |                                 |  |                       | Karel Orleánský         |  |  |  |  |  |  |  |               |
|                           |                                 |  |                       |                         |  |  |  |  |  |  |  |               |
|                           | Ludvík XII. Francouzský         |  |                       |                         |  |  |  |  |  |  |  |               |
|                           |                                 |  |                       |                         |  |  |  |  |  |  |  |               |
|                           |                                 |  |                       | Marie Klevská           |  |  |  |  |  |  |  |               |
|                           |                                 |  |                       |                         |  |  |  |  |  |  |  |               |
|                           | Klaudie Francouzská             |  |                       |                         |  |  |  |  |  |  |  |               |
|                           |                                 |  |                       |                         |  |  |  |  |  |  |  |               |
|                           |                                 |  |                       | František II. Bretaňský |  |  |  |  |  |  |  |               |
|                           |                                 |  |                       |                         |  |  |  |  |  |  |  |               |
|                           | Anna Bretaňská                  |  |                       |                         |  |  |  |  |  |  |  |               |
|                           |                                 |  |                       |                         |  |  |  |  |  |  |  |               |
|                           |                                 |  |                       | Markéta z Foix          |  |  |  |  |  |  |  |               |
|                           |                                 |  |                       |                         |  |  |  |  |  |  |  |               |
| František II. Francouzský |                                 |  |                       |                         |  |  |  |  |  |  |  |               |
|                           |                                 |  |                       |                         |  |  |  |  |  |  |  |               |
|                           |                                 |  | Lorenzo I. Medicejský |                         |  |  |  |  |  |  |  |               |
|                           |                                 |  |                       |                         |  |  |  |  |  |  |  |               |
|                           | Petr Medicejský                 |  |                       |                         |  |  |  |  |  |  |  |               |
|                           |                                 |  |                       |                         |  |  |  |  |  |  |  |               |
|                           |                                 |  |                       | Clarisse Orsini         |  |  |  |  |  |  |  |               |
|                           |                                 |  |                       |                         |  |  |  |  |  |  |  |               |
|                           | Lorenzo II. Medicejský          |  |                       |                         |  |  |  |  |  |  |  |               |
|                           |                                 |  |                       |                         |  |  |  |  |  |  |  |               |
|                           |                                 |  |                       | Roberto Orsini          |  |  |  |  |  |  |  |               |
|                           |                                 |  |                       |                         |  |  |  |  |  |  |  |               |
|                           | Alfonsina Orsini                |  |                       |                         |  |  |  |  |  |  |  |               |
|                           |                                 |  |                       |                         |  |  |  |  |  |  |  |               |
|                           |                                 |  |                       | Catherine San Severino  |  |  |  |  |  |  |  |               |
|                           |                                 |  |                       |                         |  |  |  |  |  |  |  |               |
|                           | Kateřina Medicejská             |  |                       |                         |  |  |  |  |  |  |  |               |
|                           |                                 |  |                       |                         |  |  |  |  |  |  |  |               |
|                           |                                 |  |                       | Bertrand VI. z Auvergne |  |  |  |  |  |  |  |               |
|                           |                                 |  |                       |                         |  |  |  |  |  |  |  |               |
|                           | Jan III. z Auvergne             |  |                       |                         |  |  |  |  |  |  |  |               |
|                           |                                 |  |                       |                         |  |  |  |  |  |  |  |               |
|                           |                                 |  |                       | Louise de la Trémoille  |  |  |  |  |  |  |  |               |
|                           |                                 |  |                       |                         |  |  |  |  |  |  |  |               |
|                           | Madeleine de la Tour d'Auvergne |  |                       |                         |  |  |  |  |  |  |  |               |
|                           |                                 |  |                       |                         |  |  |  |  |  |  |  |               |
|                           |                                 |  |                       | Jan VIII. z Vendôme     |  |  |  |  |  |  |  |               |
|                           |                                 |  |                       |                         |  |  |  |  |  |  |  |               |
|                           | Jana Bourbonská-Vendôme         |  |                       |                         |  |  |  |  |  |  |  |               |
|                           |                                 |  |                       |                         |  |  |  |  |  |  |  |               |
|                           |                                 |  |                       | Isabela de Beauvau      |  |  |  |  |  |  |  |               |
|                           |                                 |  |                       |                         |  |  |  |  |  |  |  |               |